# Sedum trichospermum
Sedum trichospermum är en fetbladsväxtart som beskrevs av Kun Tsun Fu. Sedum trichospermum ingår i Fetknoppssläktet som ingår i familjen fetbladsväxter. Inga underarter finns listade i Catalogue of Life.